# Legendaddy
Legendaddy è il settimo album in studio del rapper portoricano Daddy Yankee, pubblicato nel 2022.

## Descrizione
Il disco segna la fine della carriera dell'artista, dal momento che si tratta dell'ultimo album in studio per il cantante portoricano, che decide di ritirarsi dal mondo della musica dopo il suo tour La Última Vuelta World Tour, che si concluderà nel gennaio 2023.

## Tracce
1. Legendaddy (Intro; voice by Michael Buffer) – 0:48
2. Campeón – 3:14
3. Remix – 2:43
4. Pasatiempo (featuring Myke Towers) – 3:24
5. Rumbatón – 4:08
6. X Última Vez (featuring Bad Bunny) – 3:12
7. Para Siempre (featuring Sech) – 3:30
8. Uno Quitao' y Otro Puesto – 3:09
9. Truquito (Skit; voice by Frankie Ruiz) – 0:26
10. El Abusador del Abusador – 2:41
11. Enchuletiao' – 3:09
12. Agua (featuring Rauw Alejandro and Nile Rodgers) – 3:24
13. Zona del Perreo (featuring Natti Natasha and Becky G) – 3:11
14. Hot (featuring Pitbull) – 2:34
15. La Ola – 3:11
16. Bombón (featuring El Alfa and Lil Jon) – 3:02
17. El Rey de lo Imperfecto – 2:36
18. Impares – 3:15
19. Bloke – 2:44

## Classifiche

### Classifiche settimanali
| Classifica (2022) | Posizione massima |
| ----------------- | ----------------- |
| Italia            | 77                |
| Stati Uniti       | 8                 |

### Classifiche di fine anno
| Classifica (2022) | Posizione |
| ----------------- | --------- |
| Spagna            | 19        |